# Trigonomima canifrons
Trigonomima canifrons là một loài ruồi trong họ Asilidae. Trigonomima canifrons được Enderlein miêu tả năm 1914. Loài này phân bố ở miền Ấn Độ - Mã Lai.